# Технологије чистог угља
 Технологија чистог угља -  је скуп технологија који се развија, да покуша да ублажи утицај на животну средину угља енергетике и ублажавање климатских промена. Када се користи угаљ као извор горива, гасовите емисије генерисане приликом термичким разлагањем угља су сумпор-диоксид (SO2), оксиди азота (NOк), живе и других нежељених хемијских производа, који се разликују у зависности од врсте угља који се користи. Ове емисије имају негативан утицај на животну средину и здравље људи, доприноси настанку киселих киша, рак плућа и кардиоваскуларних болести. Као резултат тога, развијају се технологије чистог угља за уклањање или смањење загађујућих материја из атмосфере. Неке од техника које ће бити коришћене за постизање овог обухватају хемијско прање минерала и нечистоћа из угља, гасификација (види такође IGCC), побољшана технологија за обраду издувних гасова за уклањање загађујућих материја у све оштрије нивоима и на већој ефикасности заузимања и складиштења угљеника технологијом везивања угљен-диоксида из димних гасова и дехидрације ранга нижег угља (мрки угаљ), да се повећа калорија, а самим тим и ефикасност конверзије у електричну енергију.
Технологија чистог угља, по правилу, решава проблеме атмосфере услед сагоревања угља. Историјски гледано, главни акценат је стављен на SO2 и на and NOx, најзначајнијих гасова и узрока настанка киселих киша, и честица које изазивају видљива загађења атмосферског ваздуха и штетног утицаја на здравље човека. Постоји забринутост због економске одрживости ових технологија и рокова испоруке, потенцијално високо скривене економске трошкови у услове социјалне и еколошке штете, и расхода и оправданости отуђења уклањања угљеника и других токсичних супстанци.

## Технологија
Постоји неколико различитих технолошких метода са циљем заузимања угљеника, како  захтева концепт чистог угља:
- Заузимање до сагоревања - то предвиђа гасификацији сировина (на пример, угља) са формирањем синтезе-гаса, који може бити расељени, да произведе H2 и CО2-богата смеша гасова, од којих је СО2 може бити ефикасније заробљен и одвојен, транспортован, и на крају изолован,[6] Ова технологија је по правилу повезана са комбинованим циклусом свеобухватне гасификације процеса конфигурације.[7]
- Заузимање након сагоревања - ово се односи на одузимање СО2 од издувних гасова у процесима сагоревања.
- Сагоревање окси горива - фосилних горива као што су угаљ сагоревају у миксу рециркулисаног  димних гасова и кисеоника, а не ваздуха, који у великој мери елиминише оксиде из димних гасова, пружајући ефикасну, најнижу вредност СО2 заузимања.[8]

## Чист угаљ и животне средине
Према подацима Уједињених нација, Међувладине групе за климатске промене, сагоревање угља, употреба фосилних горива је главни фактор глобалног загревања. Као 25,5% светске електричне енергије у 2004. години је генерисање од угља, достижући смањене циљних показатеља угљен-диоксида  Кјото протокола ће захтевати промене како угаљ се користи.
Угаљ, који се углавном користи за производњу електричне енергије, је други по величини извора емисије угљен-диоксида у САД. Јавност је постала више забринута због глобалног загревања. Индустрија угља  реаговала је на промотивне препродаје чистог угља у циљу борбе са негативном перцепцијом и тврдећи да је више од 50 милијарди долара потрошено на развој и увођење "традиционалних" технологија чистог угља у последњих 30 година и обећава 500 милиона долара за хватање и складиштење угљеника, истраживање и развој.

## Демонстрациони пројекти у Сједињеним Америчким Државама
Крајем 1980-их и почетком 1990-их, Одељење за енергију САД (ДОЕ) почело је спровођење заједничког програма са индустријским и државним органима да predstave технологије чистог угља довољно развијену за комерцијалну употребу. Програм, назван Технологијом чистог угља и иницијатива Снага чистог углја (ЦЦПИ), имала је бројне успехе које су смањиле емисије и отпад из обичног угља. Национална Енергетска технологија лабораторија је дала три рунде ЦЦПИ финансирања.
Ови програми су помогли да се испуне регулациони фактори у које су укључене контроле загађења, технологије у низу исплативих опција, поштовање прописа и развој угља у термоелектранама. САД су позициониране као највећи извозник технологије чистог угља, као што су оне које се користе за СОк, НОк и живе, у складу са циљем распореда напредне снаге, системе угља заснована на комерцијалној служби са побољшаном ефикасношћу и побољшаним еколошким перформансама, поштујући све строге прописе за заштиту животне средине и захтева тржишта, што је довело до широке распрострањености, глобалном распореду који ће допринети значајно смањење емисије штетних гасова. ДОЕ наставља своје програме и иницијативе кроз регионалне Заплене партнерства.
Према извештају помоћника секретара за фосилне енергије у САД Министарства енергетике, технологије чистог угља је платио мерљиве дивиденде. Технолошке иновације уводи кроз ЦЦТ Програм сада нуди потрошачима, чисту енергију угља на бази исплативости.

#### Владини Сајтови
- „Clean Coal Technology & The Clean Coal Power Initiative”. US Department of Energy. Приступљено 29. 3. 2009.
- „Clean Coal Technology Compendium”. National Energy Technology Laboratory. Архивирано из оригинала 29. 08. 2008. г. Приступљено 29. 3. 2009.

#### Веб-Сајтови Универзитета
- „The Future of Coal An Interdisciplinary MIT Study”. Massachusetts Institute of Technology. Приступљено 29. 3. 2009.
- „Institute for Clean & Secure Energy”. University of Utah. Архивирано из оригинала 02. 03. 2009. г. Приступљено 29. 3. 2009.